# King Mongkut’s Institute of Technology Ladkrabang Stadium
Das King Mongkut's Institute of Technology Ladkrabang Stadium ist ein Mehrzweckstadion im Bezirk Lad Krabang in der thailändischen Hauptstadt Bangkok. Es wurde hauptsächlich für Fußballspiele genutzt. Das Stadion hat eine Kapazität von 3500 Personen. Eigentümer und Betreiber des Stadions ist das King Mongkut’s Institute of Technology Lat Krabang.

## Nutzer des Stadions
| Verein                     | Zeitraum der Nutzung |
| -------------------------- | -------------------- |
| Thai Honda FC              | 2010                 |
| Thai Honda FC              | 2012 bis 2014        |
| Bangkok Bank FC            | 2007                 |
| Kasem Bundit University FC | 2010                 |
| Raj-Pracha FC              | 2015 bis 2016        |
| Look E-San FC              | 2007                 |